# Tèo em
Tèo em (tựa tiếng Anh: Young Teo hay Little Teo) là một bộ phim hài hước - tâm lý Việt Nam của đạo diễn Việt kiều Charlie Nguyễn, khởi chiếu vào ngày 20 tháng 12 năm 2013. Phim có sự tham gia của Johnny Trí Nguyễn, Thái Hòa, Ninh Dương Lan Ngọc và Yaya Trương Nhi. Hiện phim được chiếu độc quyền tại nền tảng xem phim trực tuyến Galaxy Play.
Tèo em chính là phim "Road Trip Comedy" (tạm dịch: hài hành trình) đầu tiên của Việt Nam. Phim còn có câu khẩu hiệu dí dỏm là "Trong cái khó... ló cái ngu".

## Nội dung
Trần Đại Tí là một người đàn ông thành đạt, đẹp trai và lịch lãm, anh có một người em trai nuôi và được gia đình đặt tên Trần Sang Trọng Tèo. Trái ngược với Tí, Tèo là người khù khờ, ngốc nghếch và cù lần. Tí phải trốn Tèo lên thành phố làm việc trong công ty xây dựng và anh nói dối rằng mình đi làm ở Bắc Cực, nhưng Tí không biết sau này Tèo cũng lên thành phố làm nghề sửa xe. Tí quen được cô nàng Minh Minh xinh đẹp trên thành phố, cả hai thường hẹn hò mỗi khi Tí tan giờ.
Một ngày kia, Minh Minh cho Tí biết là cô đã có thai và muốn làm đám cưới, nhưng Tí luôn xem công việc là trên hết và anh nghĩ rằng chưa đến lúc kết hôn. Minh Minh tưởng mình bị Tí phản bội, cô khóc than với cô bạn tên Phương. Ban đầu có tính đến chuyện phá thai, nhưng sau đó Minh Minh quyết định không phá. Thấy trong công ty có sếp Điệp rất thương Minh Minh, Phương khuyên Minh Minh hãy dẫn Điệp về quê ra mắt ba má cô rồi chuẩn bị cưới Điệp. Minh Minh quyết định làm theo lời Phương, chỉ có cách đó mới có thể che giấu cái thai trong bụng. Ngày hôm sau, Minh Minh và Điệp về Sa Đéc. Tí gọi điện cho Phương thì mới biết Minh Minh đang về quê chuẩn bị làm đám cưới với Điệp. Tí bỏ cuộc họp và quyết định về Sa Đéc ngăn chặn đám cưới của Minh Minh, nhưng xe hỏng và lỡ thời cơ.
Tí ra tiệm sửa xe để lấy xe hơi và ngạc nhiên khi gặp Tèo, Tèo mừng rỡ vì gặp lại Tí. Tí kêu Tèo chở ra bến xe để mua vé đi xe đò, trớ trêu thay Tí bị mất ví tiền. Tí đành nhờ Tèo chở về Sa Đéc bằng chiếc xe hơi cũ kỹ của Tèo, trên đường đi Tèo cứ luôn nói những điều nhảm nhí khiến Tí bực mình. Xe gần hết xăng, Tí và Tèo vào nhà ông già địa phương xin ít xăng, nhưng Tèo lỡ tay dùng cung tên bắn ông già bị thương, thế là Tí và Tèo phải bỏ chạy trước khi bị đánh. Một lát sau cả hai tìm ra trạm xăng, Tí liên tục chửi Tèo vì tức, đổ xăng xong thì Tèo ngồi yên chứ không chở Tí đi tiếp vì giận những câu chửi của Tí, mãi đến sáng hôm sau Tèo mới chở Tí đi. Đi lạc đường nhiều lần, Tí và Tèo vào khách sạn nghỉ ngơi, lại phải chờ ngày mai đi tiếp.
Tí và Tèo chạy quá tốc độ khiến công an giao thông đuổi theo, Tèo liều mạng cho xe phóng qua cây cầu gãy nhưng rơi xuống tàu chở cát dưới sông. Tí và Tèo nhảy xuống sông bơi vào bờ, một con cá sấu xuất hiện rồi tấn công hai anh em. Tèo hi sinh thân mình vật lộn với con cá sấu, sau đó Tí kéo Tèo lên bờ, may mắn là Tèo chỉ bị xây xát nhẹ. Cuối cùng Tí và Tèo cũng về đến Sa Đéc, hai anh em cướp xe cứu thương chạy đến nhà Minh Minh. Tí và Tèo vào trong nhà; họ gặp được Điệp, Phương và ba má Minh Minh. Minh Minh chấp nhận tha lỗi cho Tí, Điệp chấp nhận rút lui cho Tí và Minh Minh đến với nhau, không lâu sau Tí và Minh Minh làm đám cưới. Vài tháng sau, Minh Minh sinh em bé, Tèo và Phương cũng trở thành vợ chồng. Bộ phim kết thúc với cảnh Tí và Tèo đưa Phương vào bệnh viện sinh con.

## Diễn viên
- Johnny Trí Nguyễn vai Tí
- Thái Hòa vai Tèo
- Ninh Dương Lan Ngọc vai Minh Minh
- Yaya Trương Nhi vai Phương
- Ngọc Tưởng vai Điệp
- Hữu Châu vai Bố của Minh Minh
- Thân Thúy Hà vai Mẹ của Minh Minh
- Phương Trinh Jolie vai Thư ký của Tí
- Đinh Ngọc Diệp vai Người bán vé xe đò
- Mai Thế Hiệp vai Khoa
- Nguyễn Hậu vai Trưởng phòng dịch vụ
- Hùng Cửu Long vai Giám đốc Hải
- Tấn Hoàng vai Ông Ba
- Hồng Sáp vai Mẹ của ông Ba
- Tuyền Mập vai Quản lý khách sạn

## Doanh thu
Sau ba ngày đầu công chiếu, Tèo em đã thu về 15 tỷ đồng, con số này nhanh chóng trở thành 55 tỷ đồng, và cuối cùng tổng doanh thu của Tèo em là 80 tỷ đồng. Bộ phim chính là phim Việt Nam có doanh thu cao nhất trong năm 2013, vượt qua cả phim Mỹ nhân kế được công chiếu mùa Tết.

## Giải thưởng
Tại lễ trao giải Cánh diều vàng 2013, Tèo em đã đoạt giải "Cánh diều bạc". Diễn viên Thái Hòa cũng đoạt giải "Nam diễn viên chính xuất sắc nhất".